# Épigénome

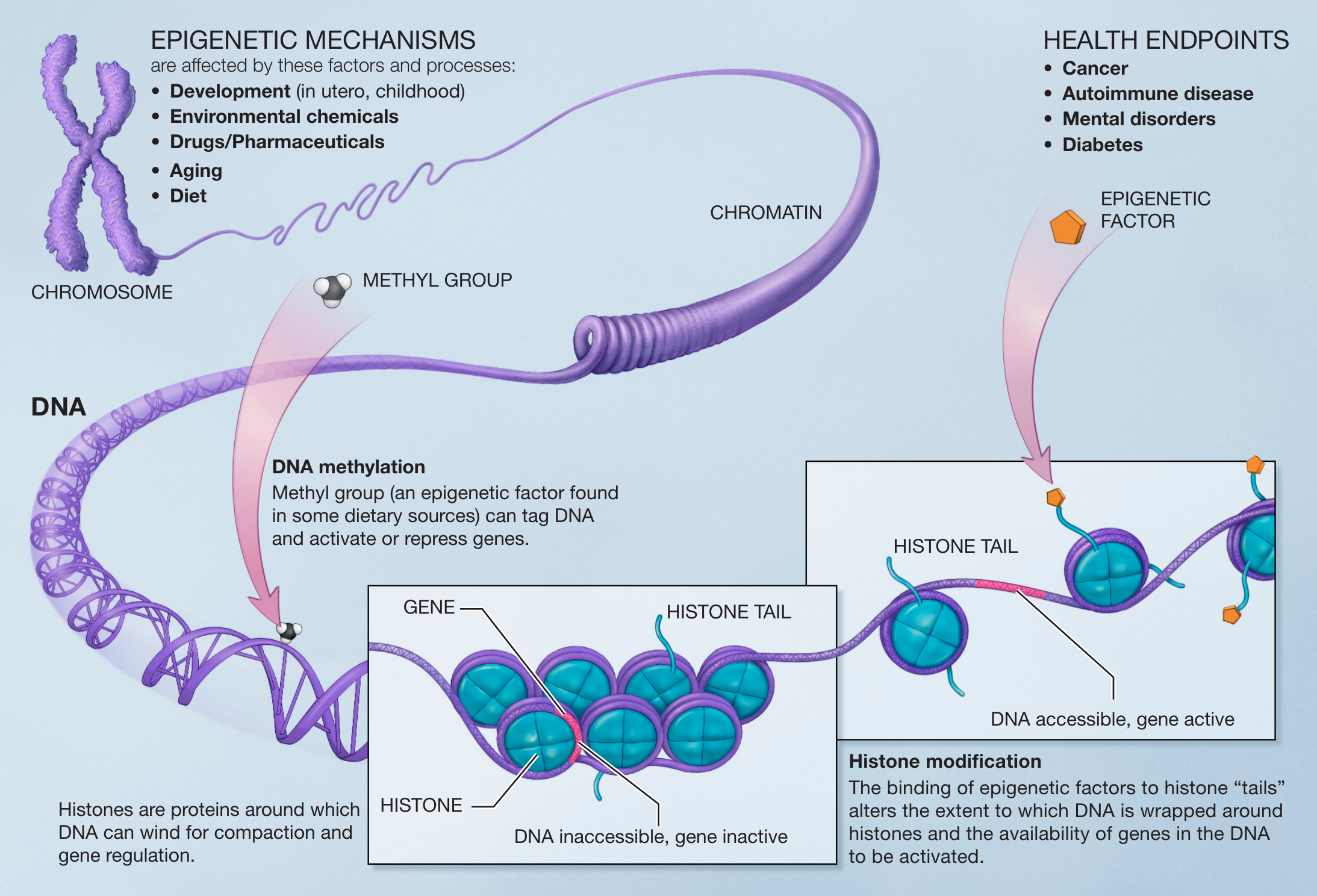
Schéma fonctionnel de l’epigénome

L'épigénome est l'état épigénétique d'une cellule. « Chaque individu est porteur d’un épigénome unique, reflet de l’influence de l’environnement dans lequel a évolué cet individu, de son genre biologique ou encore de son âge. »
À l'image des cellules embryonnaires qui peuvent avoir plusieurs fonctions finales, un unique génome peut être modifié de multiples manières pour donner des épigénomes différents. Il est actuellement conjecturé par un grand nombre de chercheurs en épigénétique qu'un code épigénétique existe dans chaque cellule eucaryote - par analogie au code génétique. À l'extrême, ce code épigénétique représente le type et la position de chaque molécule de la cellule.
Des modifications de l'épigénome dans des cellules saines peuvent entrainer des cancers et d'autres maladies dramatiques. C'est pourquoi la compréhension du code de l'épigénétique est un objectif majeur de la biologie actuelle car elle pourrait amener de nombreuses possibilités dans le développement de nouvelles thérapies.